# Dioskouriïta
La dioskouriïta és un mineral de la classe dels halurs. Rep el seu nom del germans bessons Dioscurs, de la mitologia grega.

## Característiques
La dioskouriïta és un halur de fórmula química CaCu₄Cl₆(OH)₄(H₂O)₄. Va ser aprovada com a espècie vàlida per l'Associació Mineralògica Internacional l'any 2016. Sol trobar-se cristal·litzada en forma de grans. És una espècie que es troba químicament relacionada amb la centennialita, i que és comparabe al mineral clorur sense anomenar Unnamed (Ca-Cu Chloride). Es coneixen dos politips, la dioskouriïta-2M i la dioskouriïta-2O, els quals formen intercreixements entre ells.

## Formació i jaciments
Va ser descoberta a la fumarola Arsenàtnaia, al segon con d'escòries de la fractura principal del volcà Tolbàtxik, a l'óblast de Kamtxatka (Districte Federal de l'Extrem Orient, Rússia). Al mateix volcà, també ha estat trobada a la fumarola Glàvnaia Tenoritóvaia.